# Robert Dundas, 2. vikomt Melville
Robert Dundas, 2. vikomt Melville (Robert Saunders Dundas, 2nd Viscount Melville, 2nd Baron Duniry) (14. března 1771, Edinburgh – 10. června 1851, Melville Castle, Skotsko) byl britský státník ze starobylého skotského rodu Dundasů. Patřil k toryům a významným politikům přelomu 18. a 19. století, v několika funkcích byl členem britských vlád. Byl historicky nejdéle úřadujícím ministrem námořnictva (prvním lordem admirality) (celkem 17 let) a díky tomu jeho jméno nese řada lokalit objevených v té době. Celý život se také věnoval záležitostem v rodném Skotsku, kde zastával řadu čestných funkcí.

## Mládí a politická kariéra
Pocházel ze starobylého skotského rodu, narodil se v Edinburghu, jeho otcem byl významný politik Henry Dundas, 1. vikomt Melville. Studoval v Edinburghu a v Cambridge, v roce 1792 podnikl kavalírskou cestu po Evropě, během níž krátce studoval na univerzitě v Göttingenu. Politickou kariéru zahájil v roce 1794 jako soukromý tajemník svého otce, v témže roce byl zvolen do Dolní sněmovny a poslancem byl až do roku 1811. V letech 1807–1812 byl prezidentem kontrolního úřadu Východoindické společnosti a v této funkci se zasloužil o rozvoj obchodu s Dálným východem. To mělo význam v době kontinentální blokády, jíž francouzský císař Napoleon zakázal téměř všem evropským zemím obchodovat s Británií.
V roce 1809 na krátkou dobu převzal post státního sekretáře pro Irsko a stal se členem irské Tajné rady, dostal také nabídku na funkci ministra války, ale vrátil se do svého předchozího úřadu prezidenta kontrolního úřadu Východoindické společnosti. V roce 1811 po otci zdědil titul vikomta a vstoupil do Sněmovny lordů.
Díky dlouhodobé vládě toryů pod vedením hraběte z Liverpoolu se stal nejdéle úřadujícím ministrem námořnictva v britské historii – prvním lordem admirality byl v letech 1812–1827 a 1828–1830. Po skončení napoleonských válek se v této funkci věnoval rozvoji válečného námořnictva a také podporoval objevitelské výpravy. Proto také jeho jméno nese několik nově objevených lokalit, převážně v Arktidě (Melvillův ostrov, Melvillův poloostrov, Melvillův záliv) a Melvillův ostrov u břehů Austrálie. Je po něm pojmenována také Melville Street v Edinburghu, kde má sochu v nadživotní velikosti.

## Soukromý život a rodina
Po roce 1830 žil převážně ve Skotsku, kde zastával několik čestných funkcí (guvernér Bank of Scotland 1812–1851, kancléř univerzity v St. Andrews 1814–1851), skotským záležitostem se věnoval i ze své pozice člena Horní sněmovny. V roce 1821 získal Bodlákový řád.
V roce 1794 se oženil s Anne Saunders (1775–1841), dcerou admirála Charlese Saunderse, její jméno také téhož roku přijal (Saunders-Dundas). Měli spolu čtyři syny, nejstarší Henry Dundas (1801–1876) sloužil v armádě a dosáhl hodnosti generála, po otci zdědil v roce 1851 titul vikomta s členstvím ve Sněmovně lordů. Z dalších synů vynikl Sir Richard Dundas (1802–1861), který byl admirálem a za krymské války vrchním velitelem v Baltském moři (1855).
Hlavním rodovým sídlem byl starobylý zámek Melville Castle ve Skotsku, který Dundasové zdědili po rodu Melville v 18. století.